# 马恩河畔尚皮尼
马恩河畔尚皮尼（法語：Champigny-sur-Marne，法語發音：[ʃɑ̃piɲi syʁ maʁn] ⓘ），法国中北部城市，法兰西岛大区马恩河谷省的一个市镇，隶属于马恩河畔诺让区，其市镇面积为11.3平方公里，2022年1月1日时人口数量为78,367人，在法国城市中排名第63位。
马恩河畔尚皮尼位于马恩河谷省东北部，马恩河左岸，是巴黎东郊的一个卫星城居民区，通过法兰西岛大区快铁E线连接巴黎市中心。

## 地名来源

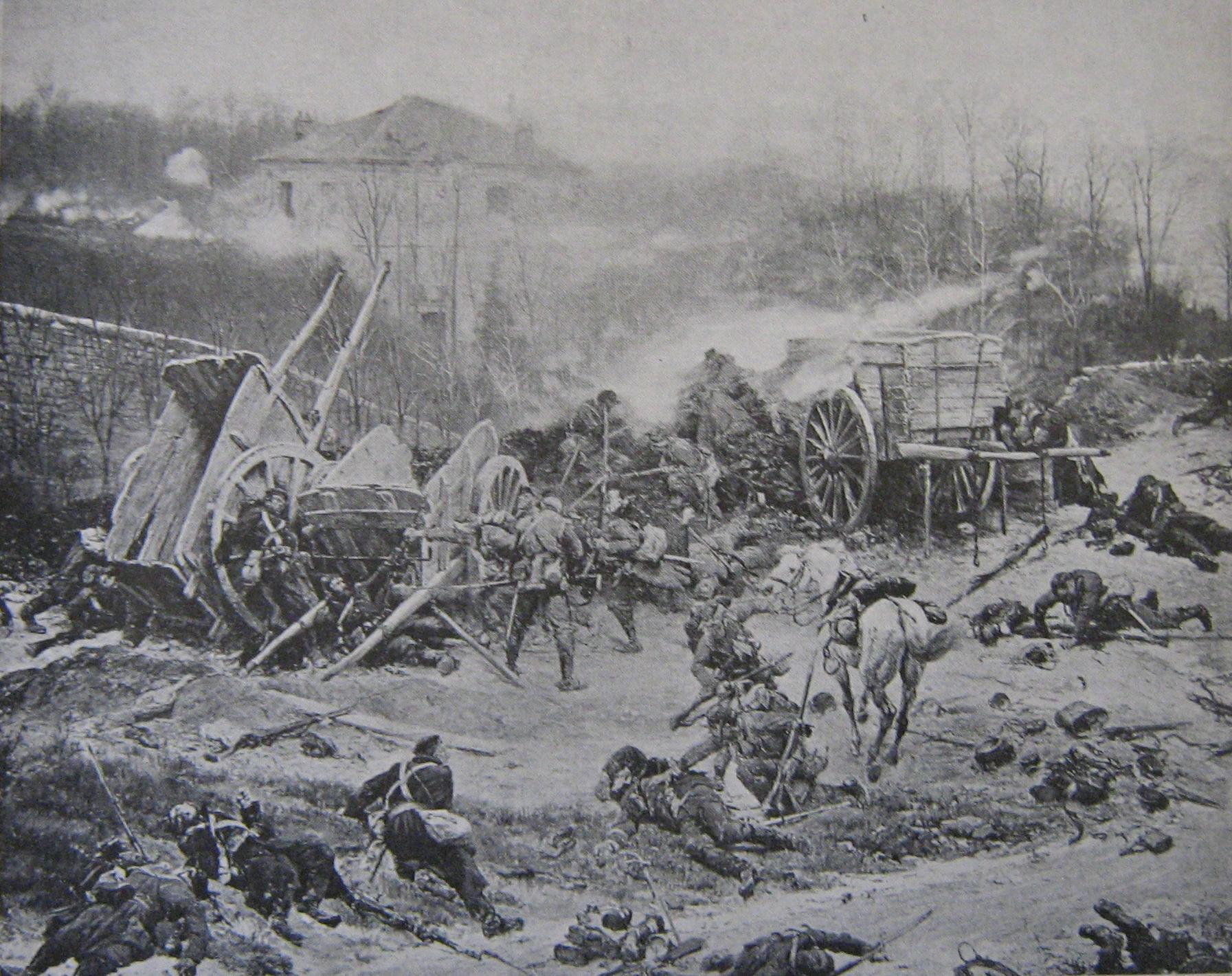
尚皮尼战役

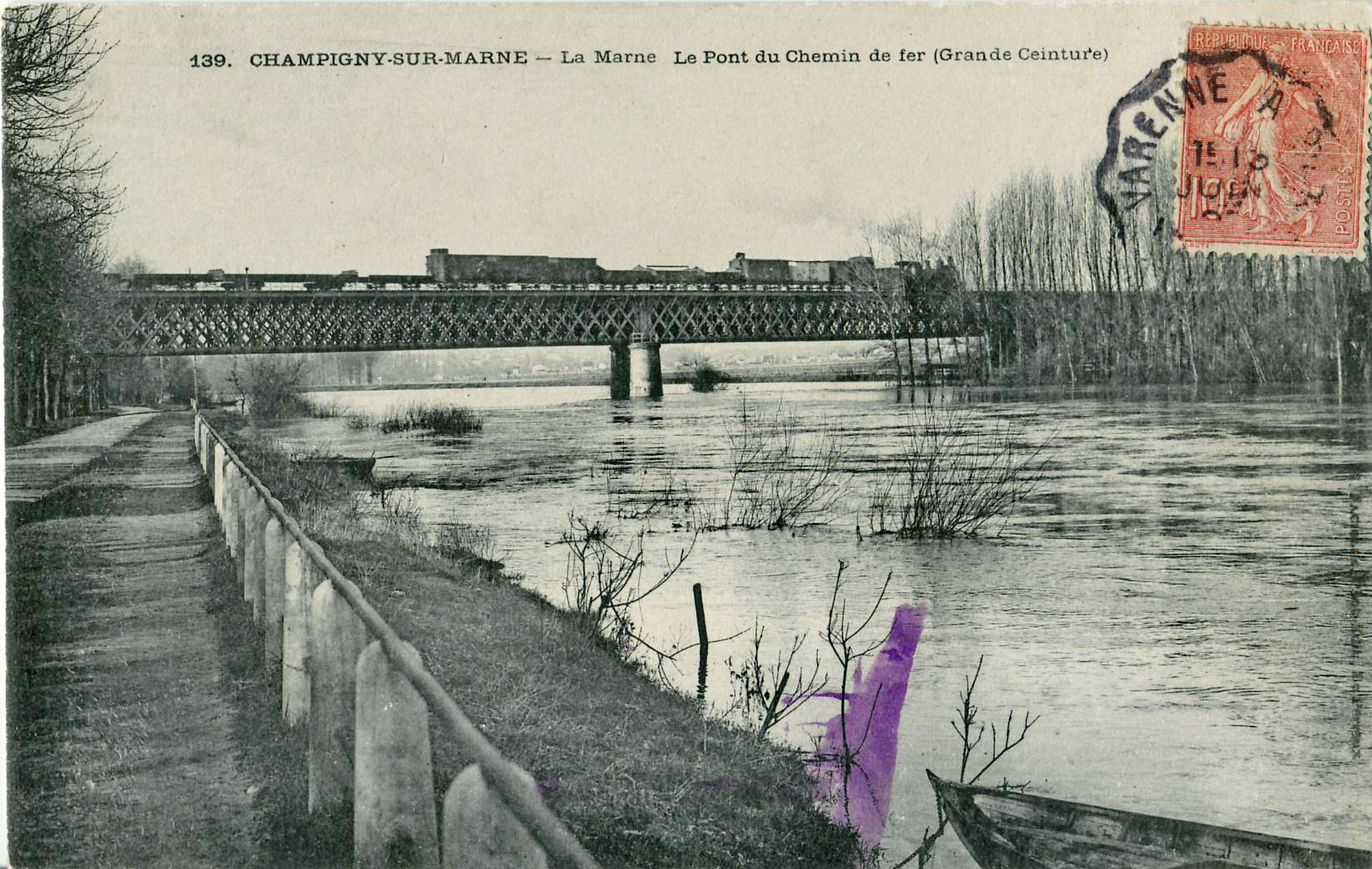
20世纪初的马恩河及巴黎大环线铁路桥

“尚皮尼”一名来源于古法语单词“canpayne”，意为“被白垩覆盖的田地”，其常见的另一种拼写形式为“Champagne”，对应的汉语译名为“香槟”。
“马恩河畔”这一后缀自1897年起成为当地官方名称的一部分。

## 历史
马恩河畔尚皮尼的早期建城史尚不清楚，当地曾出土过一处距今约四千年的古墓。中世纪时，尚皮尼长期为一处普通农业村落，当地最早的建筑物记载出现于公元11世纪。中世纪中后期，尚皮尼附近出现了葡萄酒种植园，狩猎亦为当地的主要农业活动。法国大革命后，马恩河畔尚皮尼成为塞纳省的一个市镇。直至19世纪中期，尚皮尼尚为一个人口不足两千的普通农业村落。1870年，普鲁士军队沿马恩河向西，于11月29日在此地发动尚皮尼战役，三日后获得胜利，由此得以进一步向巴黎市区进攻。19世纪末，途径尚皮尼的巴黎－米卢斯铁路和巴黎大环线铁路相继建成通车，法兰西岛有轨电车108线和119线亦经过尚皮尼，并随着巴黎的城市扩张以及通勤列车的开行，马恩河畔尚皮尼逐渐发展成为巴黎东部的一座郊区卫星城。1936年，马恩河畔尚皮尼市长曾召集当地数十名雇佣兵前往西班牙参与反抗佛朗哥政权的战争。二战后，马恩河畔尚皮尼境内出现了多处集中式居民区，当地人口数量快速增加。葡萄牙殖民地战争期间，大批葡萄牙本土及其前殖民地的难民驻扎于马恩河畔尚皮尼，当地由此形成大规模的葡萄牙人社群。1968年，马恩河畔尚皮尼被划入新成立的马恩河谷省。

## 地理

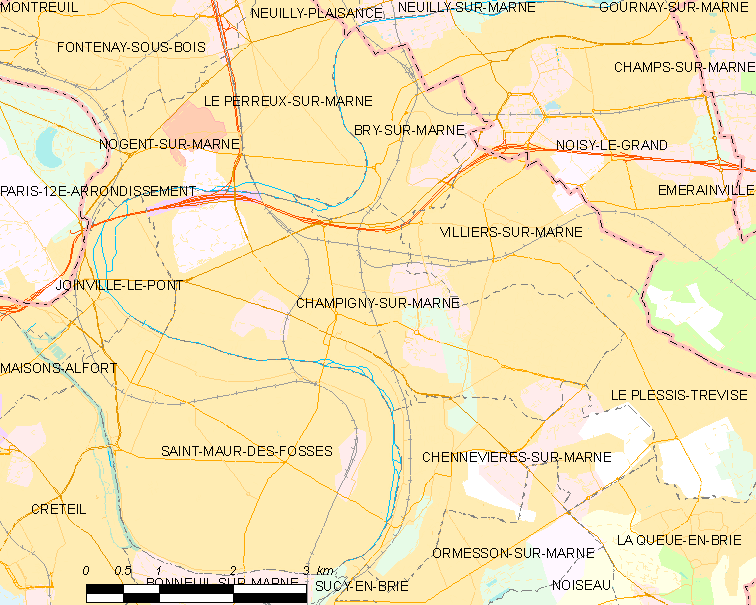
马恩河畔尚皮尼市镇范围地图

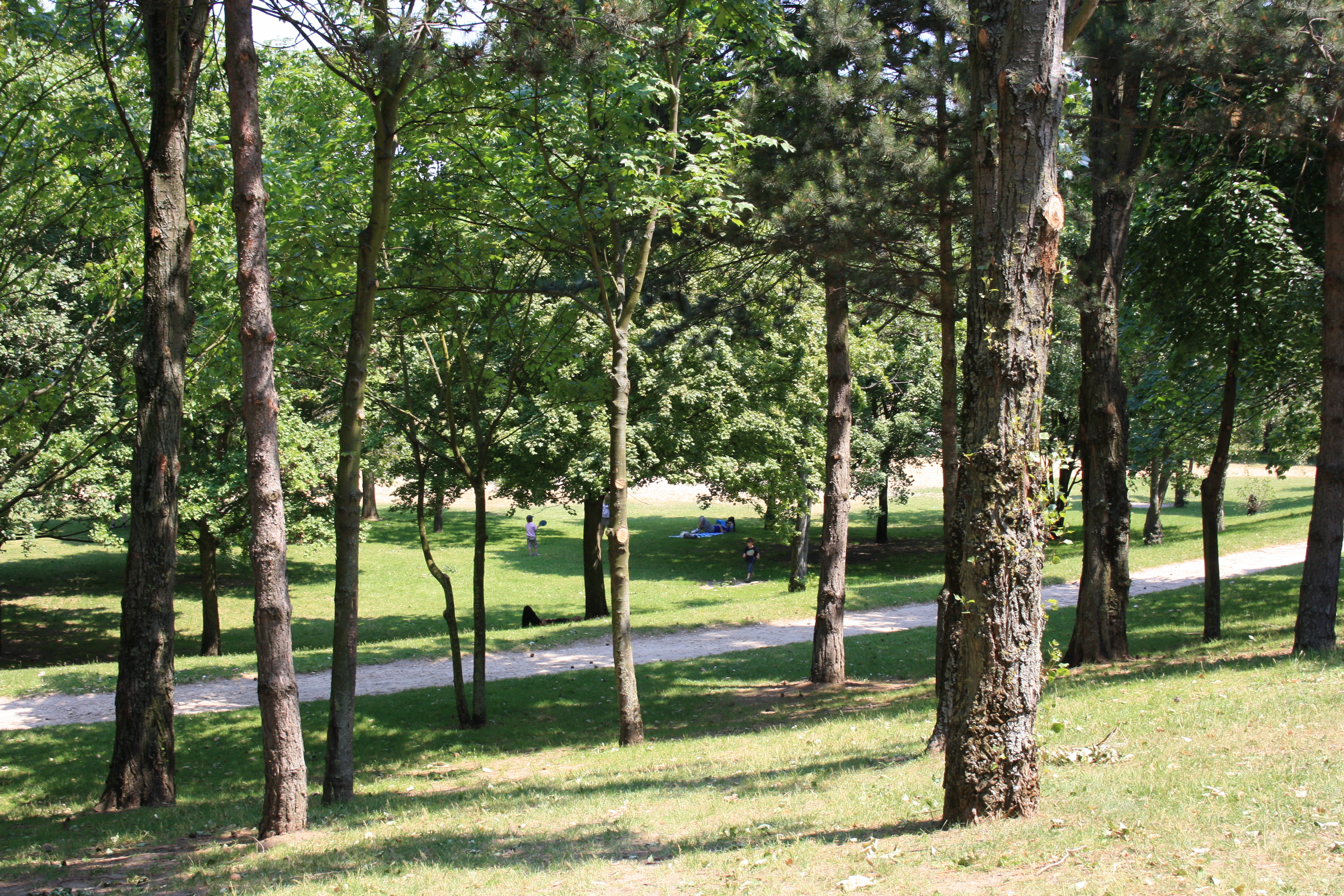
特朗布莱公园内的绿地

马恩河畔尚皮尼位于法国中北部，法兰西岛大区中北部和马恩河谷省东北部，距离省会克雷泰伊大约8公里。与马恩河畔尚皮尼接壤的市镇包括：马恩河畔勒佩勒、圣莫代福塞、马恩河畔诺让、马恩河畔布里、马恩河畔谢讷维耶尔、茹安维尔勒蓬、勒普莱西特雷维斯、马恩河畔维利耶。

### 地形
马恩河畔尚皮尼位于巴黎盆地腹地，境内以平地及浅丘为主，市镇中心地势较为平坦，东侧街区略有起伏，全境海拔在32到106米之间。

### 水文
马恩河畔尚皮尼位于塞纳河流域，其右岸一级支流马恩河自东北向东南呈“C”字型环绕流经马恩河畔尚皮尼市区北部和南部，其中南侧河段内的尚皮尼岛（Île de Champigny）和拉布勒瓦尔岛（Île de l'Abreuvoir）亦为马恩河畔尚皮尼的市镇管辖范围。

### 植被
马恩河畔尚皮尼属于温带阔叶混交林区，市区内的主要绿地公园包括勒特朗布莱公园（Parc du Tremblay）、高原省级公园（Parc départemental du Plateau）等，均常年免费向公众开放。
在鲜花城市的评比中，马恩河畔尚皮尼被评为3星级鲜花城市。

### 气候
马恩河畔尚皮尼在柯本气候分类法中属于温带海洋性气候。
距离马恩河畔尚皮尼最近的气象站位于圣莫代福塞境内，以下为该气象站的数据（其中日照数据取自巴黎蒙苏里公园）：
| 圣莫代福塞1981年－2019年 | 圣莫代福塞1981年－2019年 | 圣莫代福塞1981年－2019年 | 圣莫代福塞1981年－2019年 | 圣莫代福塞1981年－2019年 | 圣莫代福塞1981年－2019年 | 圣莫代福塞1981年－2019年 | 圣莫代福塞1981年－2019年 | 圣莫代福塞1981年－2019年 | 圣莫代福塞1981年－2019年 | 圣莫代福塞1981年－2019年 | 圣莫代福塞1981年－2019年 | 圣莫代福塞1981年－2019年 | 圣莫代福塞1981年－2019年 |
| 月份                     | 1月                      | 2月                      | 3月                      | 4月                      | 5月                      | 6月                      | 7月                      | 8月                      | 9月                      | 10月                     | 11月                     | 12月                     | 全年                     |
| ------------------------ | ------------------------ | ------------------------ | ------------------------ | ------------------------ | ------------------------ | ------------------------ | ------------------------ | ------------------------ | ------------------------ | ------------------------ | ------------------------ | ------------------------ | ------------------------ |
| 历史最高温 °C（°F）      | 16.9 (62.4)              | 21.7 (71.1)              | 26.2 (79.2)              | 31.3 (88.3)              | 34.5 (94.1)              | 38.2 (100.8)             | 40.7 (105.3)             | 42.2 (108.0)             | 35.8 (96.4)              | 30 (86)                  | 21.9 (71.4)              | 18 (64)                  | 42.2 (108.0)             |
| 平均高温 °C（°F）        | 7.4 (45.3)               | 8.9 (48.0)               | 13.1 (55.6)              | 16.8 (62.2)              | 20.7 (69.3)              | 23.8 (74.8)              | 26.5 (79.7)              | 26.3 (79.3)              | 22.3 (72.1)              | 17.1 (62.8)              | 11.2 (52.2)              | 7.6 (45.7)               | 16.8 (62.2)              |
| 日均气温 °C（°F）        | 4.7 (40.5)               | 5.5 (41.9)               | 8.8 (47.8)               | 11.6 (52.9)              | 15.4 (59.7)              | 18.5 (65.3)              | 20.8 (69.4)              | 20.5 (68.9)              | 17.1 (62.8)              | 12.9 (55.2)              | 8.1 (46.6)               | 5.2 (41.4)               | 12.4 (54.3)              |
| 平均低温 °C（°F）        | 2.1 (35.8)               | 2.1 (35.8)               | 4.5 (40.1)               | 6.4 (43.5)               | 10.1 (50.2)              | 13.1 (55.6)              | 15.1 (59.2)              | 14.8 (58.6)              | 11.8 (53.2)              | 8.8 (47.8)               | 5 (41)                   | 2.7 (36.9)               | 8 (46)                   |
| 历史最低温 °C（°F）      | −17 (1)                  | −15.4 (4.3)              | −11 (12)                 | −3.6 (25.5)              | −1.4 (29.5)              | 2.1 (35.8)               | 5.6 (42.1)               | 5.3 (41.5)               | 0.6 (33.1)               | −4.8 (23.4)              | −15 (5)                  | −25.6 (−14.1)            | −25.6 (−14.1)            |
| 平均降水量 mm（）        | 52.2 (2.06)              | 43.2 (1.70)              | 46.6 (1.83)              | 49.6 (1.95)              | 60.8 (2.39)              | 53.3 (2.10)              | 61 (2.4)                 | 52.7 (2.07)              | 50.1 (1.97)              | 60.7 (2.39)              | 52.7 (2.07)              | 60.3 (2.37)              | 643.2 (25.32)            |
| 月均日照時數             | 62.5                     | 79.2                     | 128.9                    | 166                      | 193.8                    | 202.1                    | 212.2                    | 212.1                    | 167.9                    | 117.8                    | 67.7                     | 51.4                     | 1,661.6                  |
| 来源：infoclimat.fr      |                          |                          |                          |                          |                          |                          |                          |                          |                          |                          |                          |                          |                          |

## 行政区划
马恩河畔尚皮尼的市镇编号为94017，邮政编号为94500。
在行政管理方面，马恩河畔尚皮尼隶属于法国法兰西岛大区马恩河谷省马恩河畔诺让区；在地方选举方面，马恩河畔尚皮尼是马恩河畔尚皮尼第一县、第二县的中央投票站所在地，其市镇范围全境被划入马恩河谷省第五选区；在社会管理方面，马恩河畔尚皮尼是大巴黎都会区的组成部分以及巴黎东部马恩河树林公共土地管理局的办公驻地。
马恩河畔尚皮尼市镇被划为10个街区，实行街区自治制度。
法国国家统计与经济研究所（简称）在进行数据统计时，将马恩河畔尚皮尼划入大巴黎都会区以及巴黎城市核心区，并将包括马恩河畔尚皮尼在内的1,794个市镇设为巴黎城市区。自2020年起，巴黎城市区被包含1,929个市镇的巴黎城市辐射区代替。此外，还将马恩河畔尚皮尼市镇分为了33个“块区”（IRIS），以便于统计人口分布情况。

## 交通

### 公路
A4高速公路与A86高速公路在马恩河畔尚皮尼市区西北部交汇，设有多个出入口连接市区，此外多条马恩河谷省省道在马恩河畔尚皮尼境内交汇，马恩河畔尚皮尼境内的道路大部分已完成城市化改造，设有照明、排水、人行道等设施。
| 巴黎 贝尔西门立交 | 11 |

| 克雷泰伊 | 11 |

| 莫城 | 41 |

| 博比尼 | 14 |

| 塞纳河畔伊夫里 | 12 |

| 托尔西 | 14 |

| 克雷泰伊 | 8 |

| 马恩河畔诺让 | 5 |

| 丰特奈苏布瓦 | 6 |

| 谢勒 | 11 |

| 迈松阿尔福 | 8 |

| 蒙特勒伊 | 10 |

2018年，67.2%的马恩河畔尚皮尼家庭拥有至少一辆私人汽车。2019年，马恩河畔尚皮尼境内共发生各类交通事故193起，造成5人遇难，220人受伤。

### 铁路

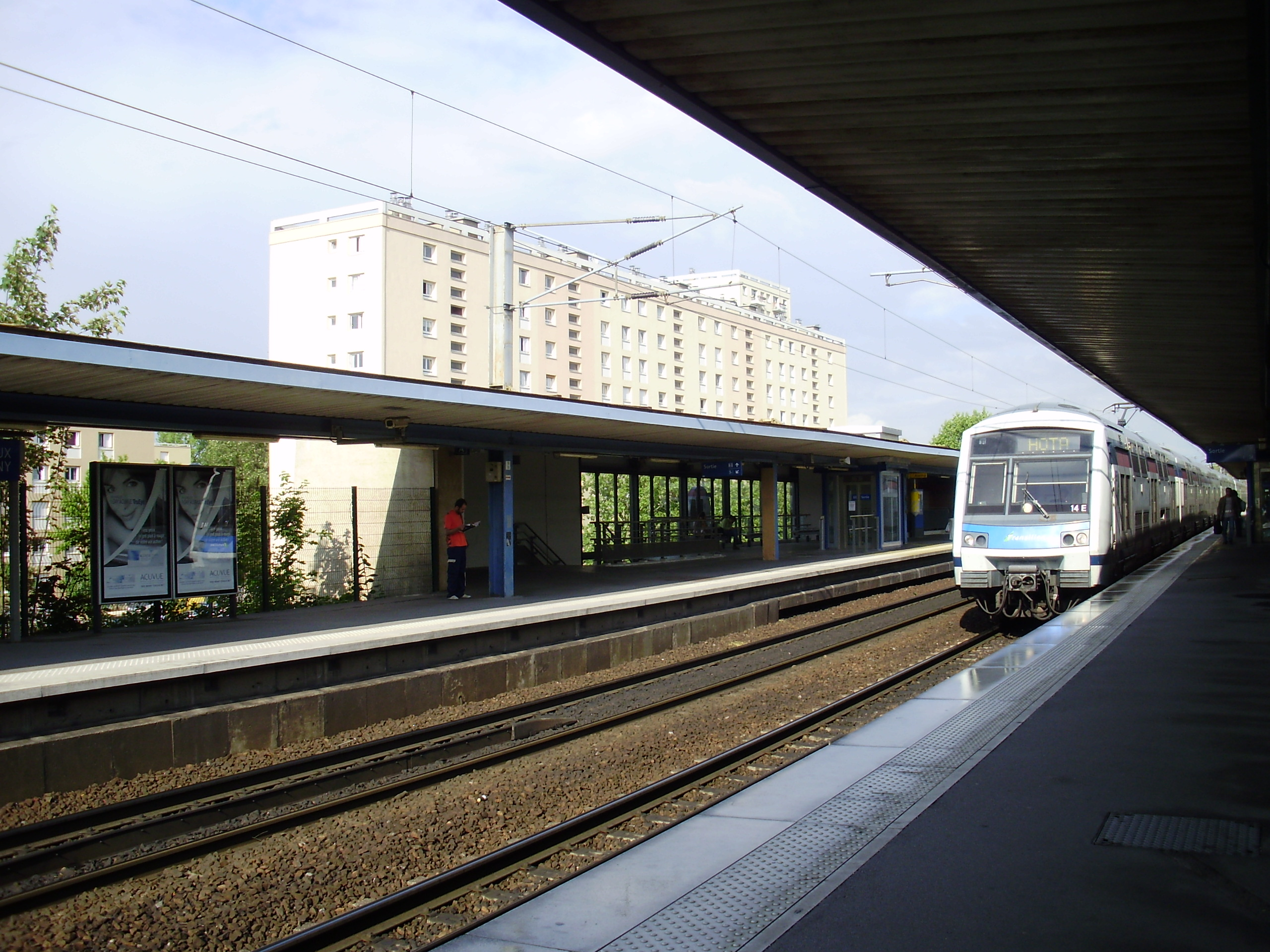
莱布勒罗尚皮尼火车站的股道

马恩河畔尚皮尼位于巴黎－米卢斯铁路和巴黎大环线铁路的交汇处。
建筑中的巴黎地铁15号线经过马恩河畔尚皮尼境内并设有“尚皮尼中心站”，该线路预计2025年建成。

### 航空
距离马恩河畔尚皮尼最近的民用航空站为巴黎-奥利机场，距离马恩河畔尚皮尼市中心的公路里程约21公里。

### 城市公共交通
马恩河畔尚皮尼是法兰西岛公共交通网的组成部分。
| 途经马恩河畔尚皮尼境内的主要公共交通线路 |        | |
| 类型                                     | 运营商 | 线路 |
| 块铁                                     |        | ：奥斯曼-圣拉扎尔站 ↔ 罗萨·帕克斯站 ↔ 努瓦西勒塞克站 ↔ 丰特奈谷站 ↔ 莱布勒罗尚皮尼站 ↔ 图尔南站 |
| 公共汽车                                 | RATP   | 106：快铁茹安维尔勒蓬站 ↔ 尚皮尼三岔口 ↔ 快铁莱布勒罗尚皮尼站 ↔ 共和国-亚历山大·富尔尼 ↔ 快铁马恩河畔维利耶站 108：快铁茹安维尔勒蓬站 ↔ 尚皮尼三岔口 ↔ 尚皮尼市政府 ↔ 共和国-亚历山大·富尔尼 ↔ 让纳·瓦谢 110：快铁茹安维尔勒蓬站 ↔ 尚皮尼三岔口 ↔ 尚皮尼市政府 ↔ 共和国-亚历山大·富尔尼 ↔ 快铁莱布勒罗尚皮尼站 ↔ 布里三岔口 ↔ 快铁马恩河畔维利耶站 116：快铁尚皮尼站 ↔ 尚皮尼市政府 ↔ 快铁莱布勒罗尚皮尼站 ↔ 快铁诺让-勒佩勒站 ↔ 快铁罗尼佩里耶树林站 201：巴黎-多雷门 ↔ 快铁茹安维尔勒蓬站 ↔ 狄德罗海滩 208a：快铁尚皮尼站 ↔ 尚皮尼市政府 ↔ 尚皮尼城塞 ↔ 抵抗运动广场 208b：快铁尚皮尼站 ↔ 尚皮尼市政府 ↔ 尚皮尼城塞 ↔ 勒普莱西普雷维斯-凡尔登广场 208s：快铁尚皮尼站 ↔ 尚皮尼市政府 ↔ 尚皮尼城塞 ↔ 修道院树林 306：快铁大努瓦西站 ↔ 快铁马恩河畔维利耶站 ↔ 尚皮尼市政府 ↔ 快铁尚皮尼站 ↔ 快铁圣莫-克雷泰伊站 317：快铁诺让-勒佩勒站 ↔ 尚皮尼三岔口 ↔ 快铁克雷泰伊站 520：快铁莱布勒罗尚皮尼站 ↔ 马恩河畔布里-市政厅 ↔ 上布里 |
| 公共汽车                                 | SITUS  | 7：快铁尚皮尼站 ↔ 尚皮尼市政府 ↔ 尚皮尼城塞 ↔ 蓬托-孔博-四橡树商业中心 |
| 公共汽车                                 | (N)    | N33：巴黎-里昂火车站 ↔ 快铁马恩河畔诺让站 ↔ 尚皮尼三岔口 ↔ 尚皮尼市政府 ↔ 马恩河畔维利耶站 N35：巴黎-里昂火车站 ↔ 迈松阿尔福兽医学校 ↔ 快铁圣莫-克雷泰伊站 ↔ 尚皮尼三岔口 ↔ 特朗布莱公园 ↔ 快铁诺让-勒佩勒站 N130：巴黎-里昂火车站 ↔ 特朗布莱公园 ↔ 快铁大努瓦西站 ↔ 快铁托尔西站 |
| 1.                                       |        | |

## 政治

### 市政内阁

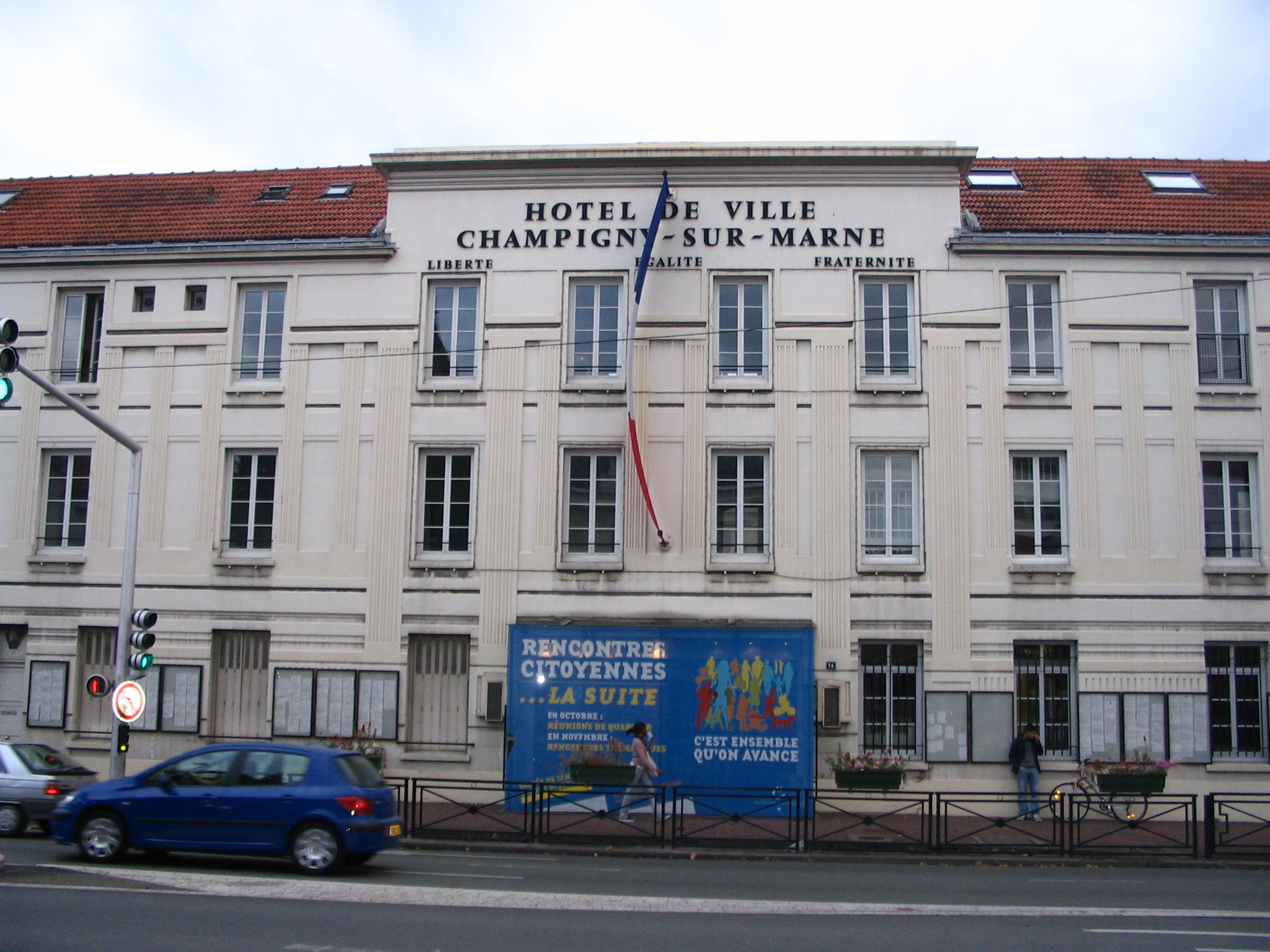
马恩河畔尚皮尼市政厅

马恩河畔尚皮尼的现任市长为洛朗·让纳先生（Laurent Jeanne），他是让我们自由党的一名成员，在2020年的市政选举中获得了54.04%的支持率。
| 马恩河畔尚皮尼历届市长 | 马恩河畔尚皮尼历届市长                      | 马恩河畔尚皮尼历届市长 |
| 任期                   | 市长                                        | 党派                   |
| ---------------------- | ------------------------------------------- | ---------------------- |
| 1944年－1945年         | Louis Merlane 路易·梅尔拉纳                 | 不详                   |
| 1945年－1950年         | René Émile Desvilettes 勒内·埃米尔·德维莱特 | SFIO工人国际法国支部   |
| 1950年－1975年         | Louis Talamoni 路易·塔拉莫尼                | PCF法国共产党          |
| 1975年－2004年         | Jean-Louis Bargero 让-路易·巴尔热罗         | PCF法国共产党          |
| 2004年－2018年         | Dominique Adenot 多米尼克·阿德诺            | PCF法国共产党          |
| 2018年－2020年         | Christian Fautré 克里斯蒂安·福特雷          | PCF法国共产党          |
| 2020年－               | Laurent Jeanne 洛朗·让纳                    | SL让我们自由           |

### 各级选举
| 马恩河畔尚皮尼历届投票选举结果 | 马恩河畔尚皮尼历届投票选举结果 | 马恩河畔尚皮尼历届投票选举结果 | 马恩河畔尚皮尼历届投票选举结果 | 马恩河畔尚皮尼历届投票选举结果       | 马恩河畔尚皮尼历届投票选举结果 | 马恩河畔尚皮尼历届投票选举结果 | 马恩河畔尚皮尼历届投票选举结果       | 马恩河畔尚皮尼历届投票选举结果 | 马恩河畔尚皮尼历届投票选举结果 |
| 选举项目                       | 选举范围                       | 选区单位                       | 选举结果                       | 选举结果                             | 选举结果                       | 选举结果                       | 选举结果                             | 选举结果                       | 参考资料                       |
| 选举项目                       | 选举范围                       | 选区单位                       | 第一轮胜出者                   | 第一轮胜出者                         | 支持率                         | 第二轮胜出者                   | 第二轮胜出者                         | 支持率                         | 参考资料                       |
| ------------------------------ | ------------------------------ | ------------------------------ | ------------------------------ | ------------------------------------ | ------------------------------ | ------------------------------ | ------------------------------------ | ------------------------------ | ------------------------------ |
| 2017年法國總統選舉             | 法國                           | 市镇                           |                                | 让-吕克·梅朗雄                       | 32.7%                          |                                | 埃马纽埃尔·马克龙                    | 78.21%                         | [ 28 ]                         |
| 2017年法国立法选举             | 马恩河谷省第一选区             | 市镇                           |                                | 弗雷德里克·德克罗扎耶                | 36.93%                         |                                | 弗雷德里克·德克罗扎耶                | 62.68%                         | [ 28 ]                         |
| 2017年法国立法选举             | 马恩河谷省第五选区             | 市镇                           |                                | 纳迪娜·雷特                          | 30.6%                          |                                | 纳迪娜·雷特                          | 58.46%                         | [ 28 ]                         |
| 2019年欧洲议会选举             | 法國                           | 市镇                           |                                | 复兴运动党                           | 20.09%                         | （不适用）                     | （不适用）                           | （不适用）                     | [ 28 ]                         |
| 2021年法国省级选举             | 马恩河谷省                     | 第一县                         |                                | 米歇尔·迪沃迪耶 卡特里娜·米索特-盖吉 | 44.92%                         |                                | 米歇尔·迪沃迪耶 卡特里娜·米索特-盖吉 | 52.47%                         | [ 29 ]                         |
| 2021年法国省级选举             | 马恩河谷省                     | 第二县                         |                                | 让-皮埃尔·巴尔诺 热纳维耶芙·卡尔普   | 31.28%                         |                                | 让-皮埃尔·巴尔诺 热纳维耶芙·卡尔普   | 52.04%                         | [ 29 ]                         |
| 2021年法国省级选举             | 马恩河谷省                     | 市镇（第二县部分）             |                                | 阿兰·奥代翁 克里西斯·卡波拉尔        | 30.95%                         |                                | 阿兰·奥代翁 克里西斯·卡波拉尔        | 56.55%                         | [ 29 ]                         |
| 2021年法国大区选举             | 法蘭西島大區                   | 市镇                           |                                | 瓦莱丽·佩克雷斯                      | 35.87%                         |                                | 朱利安·巴尤                          | 42.71%                         | [ 30 ]                         |

## 人口
2018年，马恩河畔尚皮尼市镇人口数量为77,039，在法国排名第63位。其中男性37,167人，女性39,872人，75岁及以上人口占5.4%，外籍人口数量为20,327人，人口密度为6,818人/平方公里，当地男性居民被称为或，女性居民被称为或。2019年，马恩河畔尚皮尼境内出生1,087人，死亡人口457人。
| 马恩河畔尚皮尼1936年－2019年人口变化情况 |
|                                          |
| 数据来源：Cassini、INSEE                 |

## 经济

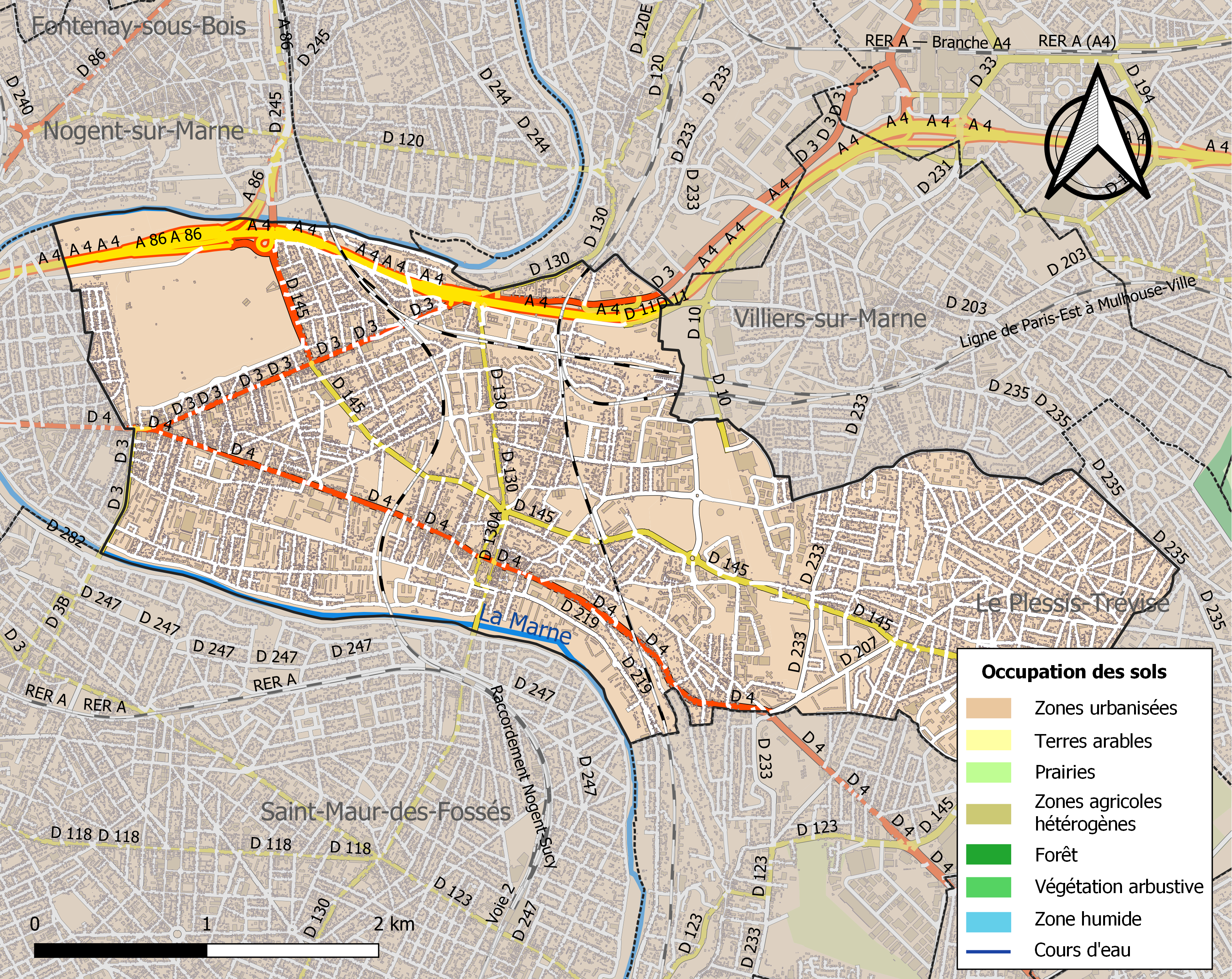
马恩河畔尚皮尼土地利用情况地图

马恩河畔尚皮尼是巴黎东郊的一个卫星城。截止2022年1月，马恩河畔尚皮尼市镇范围内共有各类用人单位（包含自雇）11,274家，平均历史为11年，其中98.61%为中小型企业（PME）。（电子产品销售）、（金属销售）及（视听材料销售）是当地2020年营业额最高的三个企业，分别为112,144,210欧元、86,892,163欧元和50,446,330欧元。

## 财政与居民收入
2020年，马恩河畔尚皮尼的财政收入总额为125,441,000欧元，财政支出总额为121,597,000欧元，当年的债务总额为130,793,000欧元。2021年，马恩河畔尚皮尼共获得24,777,954欧元的国家财政补助，比上一年增加了0.6%。
2019年，马恩河畔尚皮尼的人均月收入总额为2,419欧元，其中高级职员为4,008欧元，低于法国平均水平（4,230欧元）；中级职员为2,527欧元，高于法国平均水平（2,411欧元）；普通职员为1,801欧元，高于法国平均水平（1,740欧元）。
2018年，马恩河畔尚皮尼境内的青壮年（15至64岁）失业率为14.2%，当地47.1%的家庭拥有纳税资格，平均纳税3,657欧元，低于法国平均水平（3,910欧元）。

## 社会事务

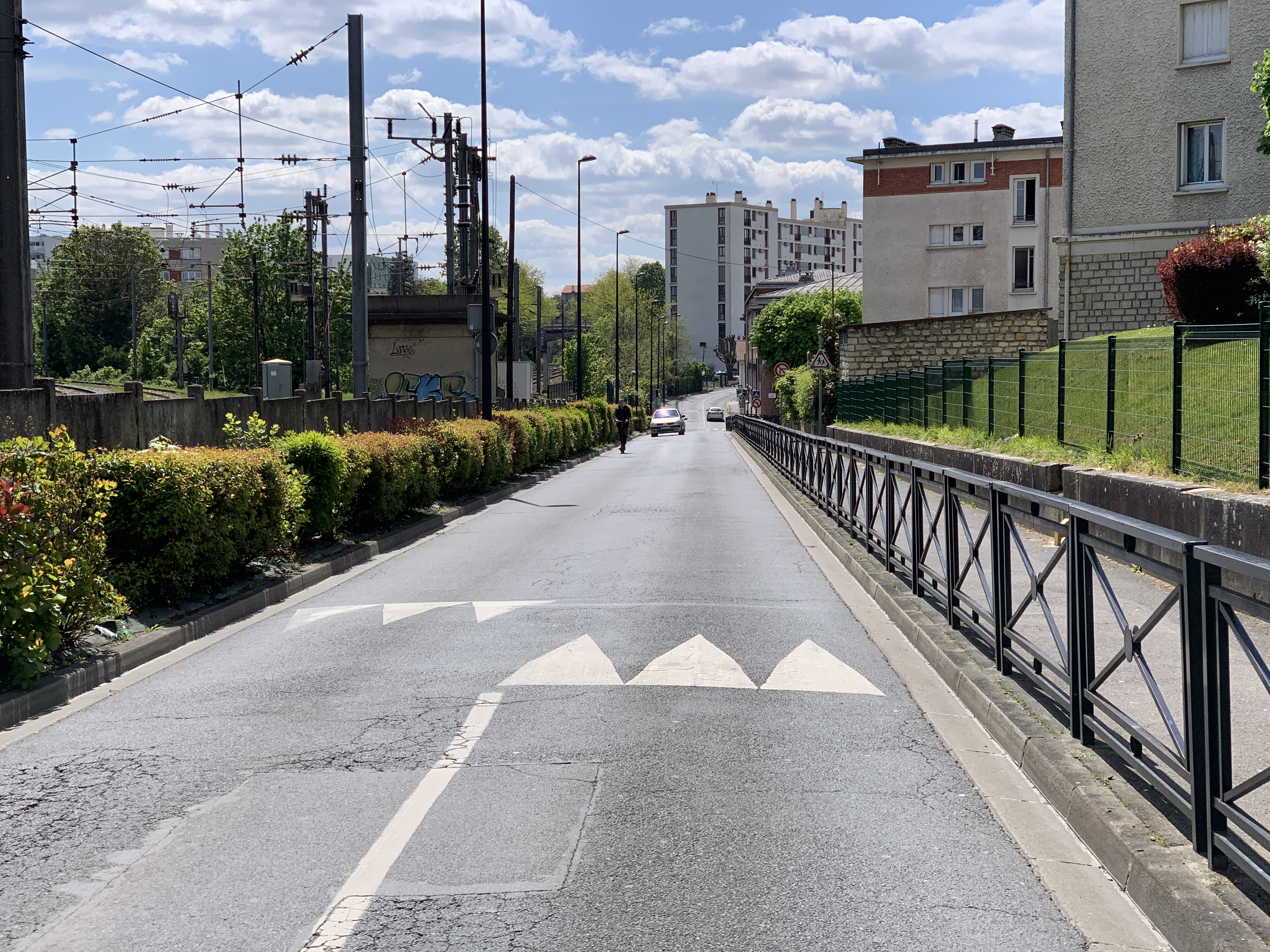
居伊·莫凯街

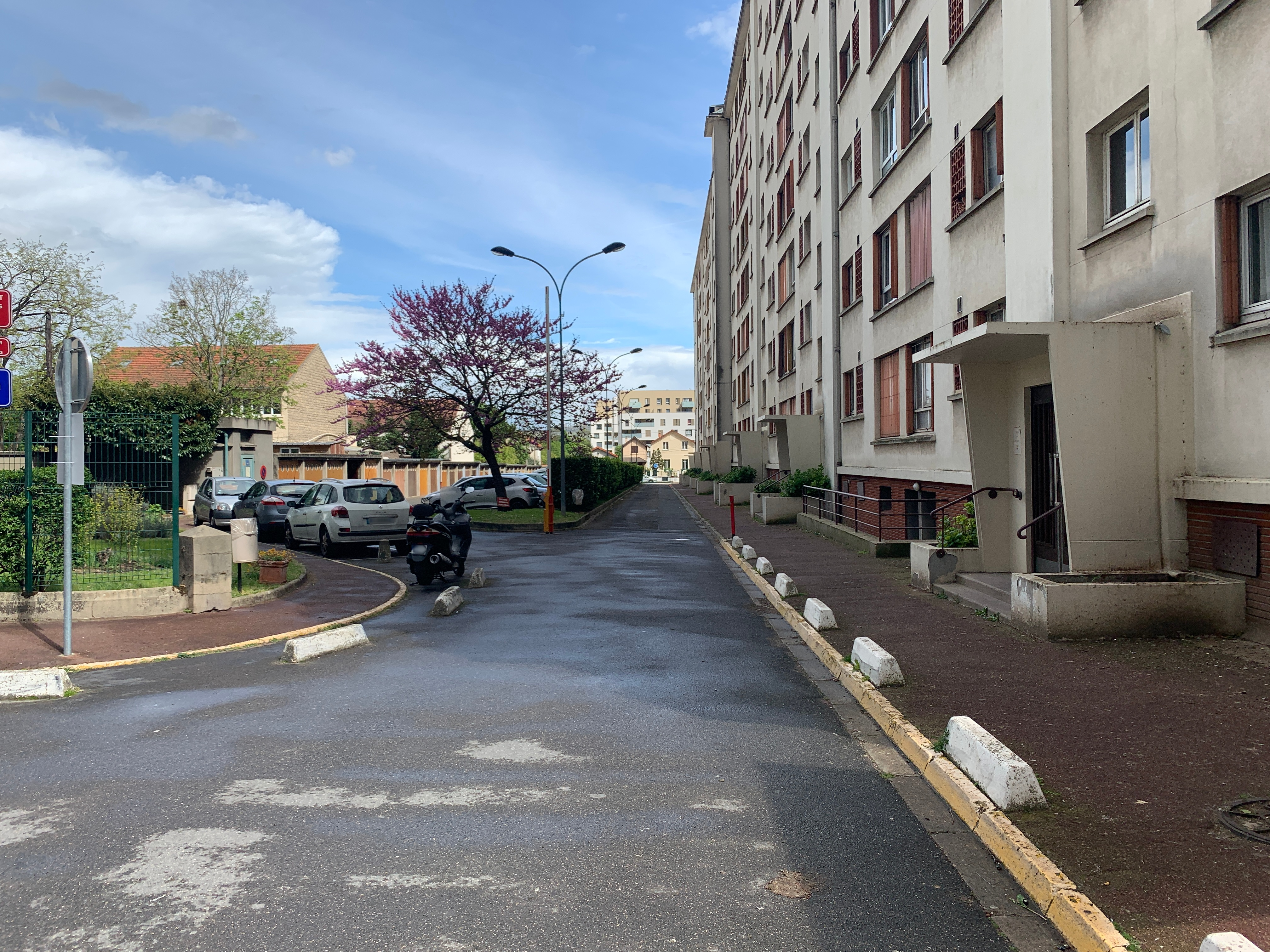
加布里埃尔·佩里居民区

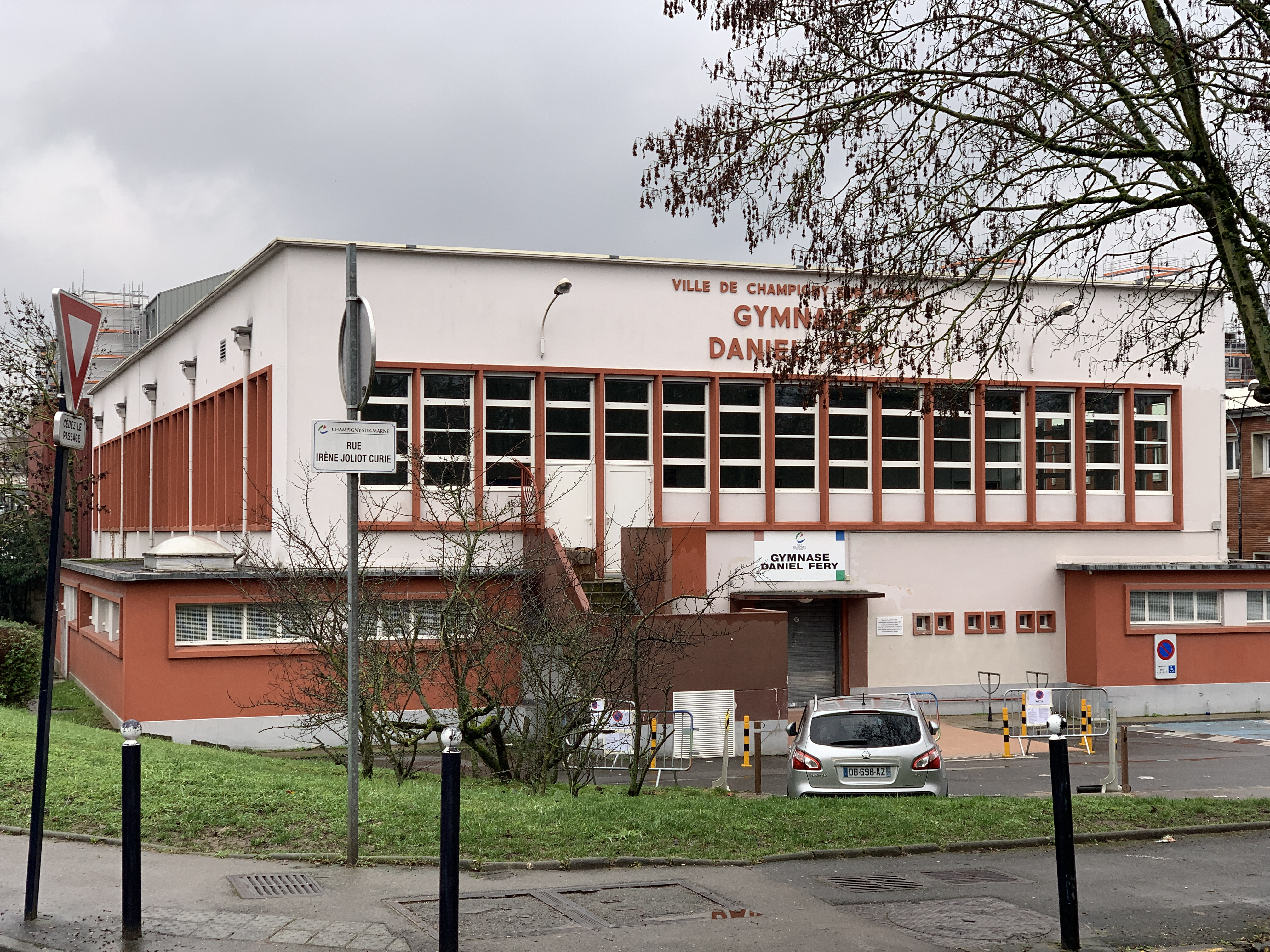
马恩河畔尚皮尼的一处体育馆

### 教育
马恩河畔尚皮尼属于克雷泰伊学区。截止2020年1月1日，马恩河畔尚皮尼境内共有21所幼儿园、18所小学、6所初级中学、3所普通高中和1所职业高中。2018至2019学年度，马恩河畔尚皮尼境内共有在校中等教育阶段学生6,135名。

### 医疗
截止2020年1月1日，马恩河畔尚皮尼境内共有全科医生68名、保健师74名、牙医41名、护士54名、耳科医生3名、眼科医生6名、皮肤科医生1名、助产士4名、儿科医生4名和妇科医生8名。境内共有药房24家、养老院5家、残疾人帮扶中心5家。
保罗·代吉纳私立医院（Hôpital privé Paul d'Égine）位于马恩河畔尚皮尼市区东南部，是当地的一所私人综合医疗机构。
距离马恩河畔尚皮尼最近的区域性医疗机构为克雷泰伊市际医院，其主病区位于克雷泰伊市区东北部，距离马恩河畔尚皮尼市区的正常车程在15分钟以内，该院设有床位535个，是当地规模最大的公立综合性医院。

### 住房
2018年，马恩河畔尚皮尼境内共有各类住房32,442套，其中30.9%为独立式居民区，67.8%为集中式居民区。常住房屋占马恩河畔尚皮尼市镇范围内居民建筑总量的93.6%。
在住房保障政策方面，2020年，马恩河畔尚皮尼境内共有8,019户家庭获得了住房经济补助，受益人数占总人口数量的10.4%，其中7,761份为房租补助。

### 商业
2019年，马恩河畔尚皮尼境内共有各类实体商铺1,964家，其中餐厅231家、大型超市14家、杂货店54家、面包房54家、肉铺16家、书店8家、装饰品店9家、银行门店19家、美容美发店87家、汽车维修店87家。市区东部的国民街区（Nation）建有大型开放式商业街区，有E.Leclerc、利多超市等大型商场。

### 体育
2020年，马恩河畔尚皮尼境内共有2家游泳池、9间体育馆、4座综合体育场、33处网球场、8处足球或橄榄球场、10处篮球或排球场以及1处高尔夫球场。
截至2022年1月，马恩河畔尚皮尼境内共有七家注册足球俱乐部，其中包括一家五人制足球队。尚皮尼足球俱乐部（Champigny FC 94，编号510665）是当地的代表性足球队，2021至2022赛季参加法兰西岛大区足球联赛乙组（法国第七级别），其主场勒内·鲁索球场（Stade René Rousseau）位于市区西部。

### 环境
马恩河畔尚皮尼的环境事务由其所属的巴黎东部马恩河树林公共土地管理局负责。2019年，马恩河畔尚皮尼境内共有3家污染企业。

### 治安
2019年，马恩河畔尚皮尼市镇范围内有2处派出所。2020年，马恩河畔尚皮尼境内累计发生各类案件3,999起，其中盗窃类案件2,030起，经济类案件488起，毒品交易类案件229起。

## 文化
2020年，马恩河畔尚皮尼境内共有2家剧场、1家电影院、1家博物馆和1家音乐厅。马恩河畔尚皮尼市政府提供三处多媒体中心：安德烈·马尔罗（André Malraux）、热拉尔·菲利普（Gérard Philipe）和让-雅克·卢梭（Jean-Jacques Rousseau），均每周二、三、五、六向公众开放。

### 建筑
马恩河畔尚皮尼境内有多处历史建筑，其中圣萨蒂尔南教堂和科伊城堡（Château de Cœuilly）为法国国家文物保护单位，镇中心的科伊水塔（Château Eau de Cœuilly）是当地的地标性建筑物。

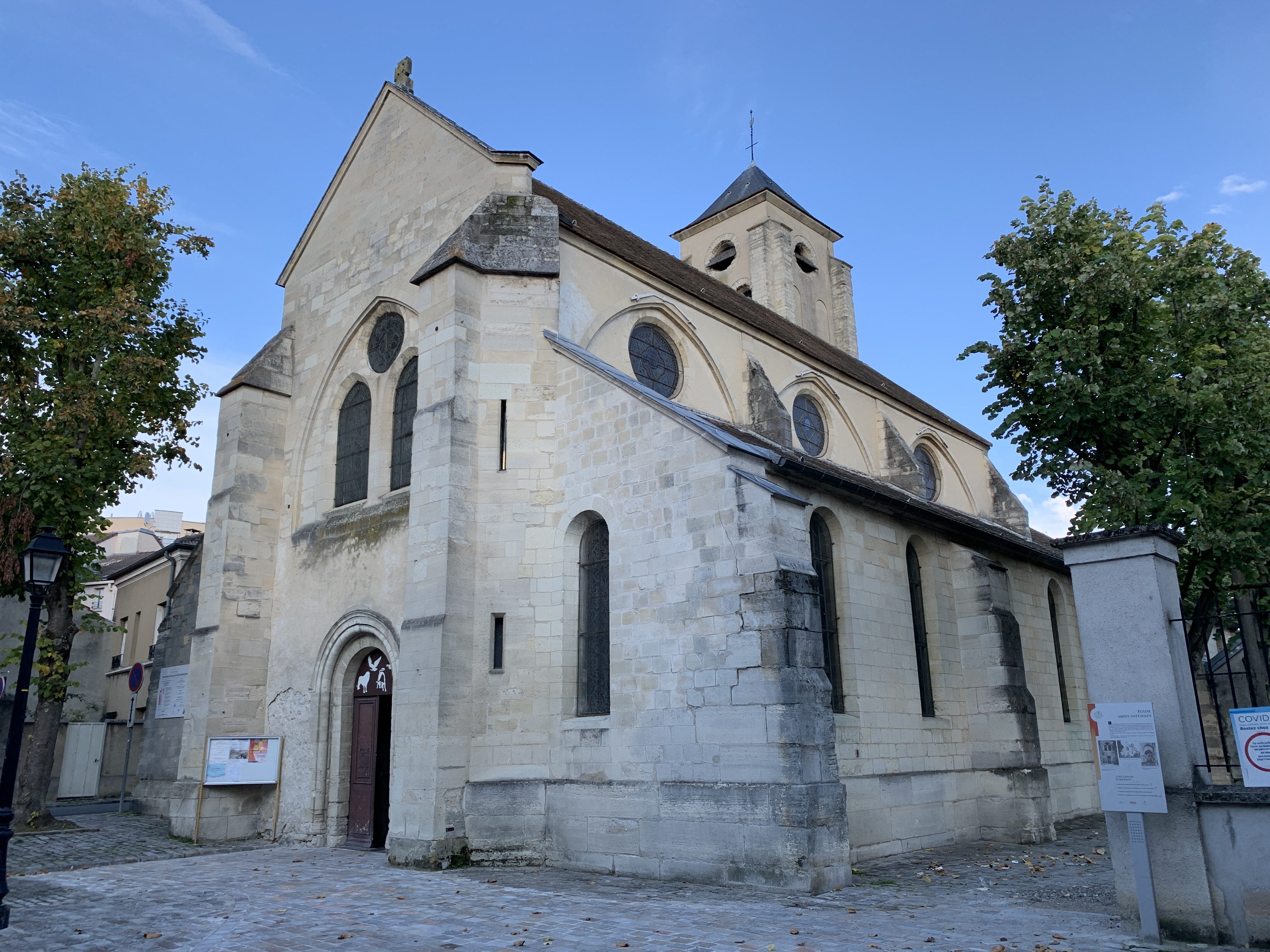
圣萨蒂尔南教堂（法语：Église Saint-Saturnin de Champigny-sur-Marne）
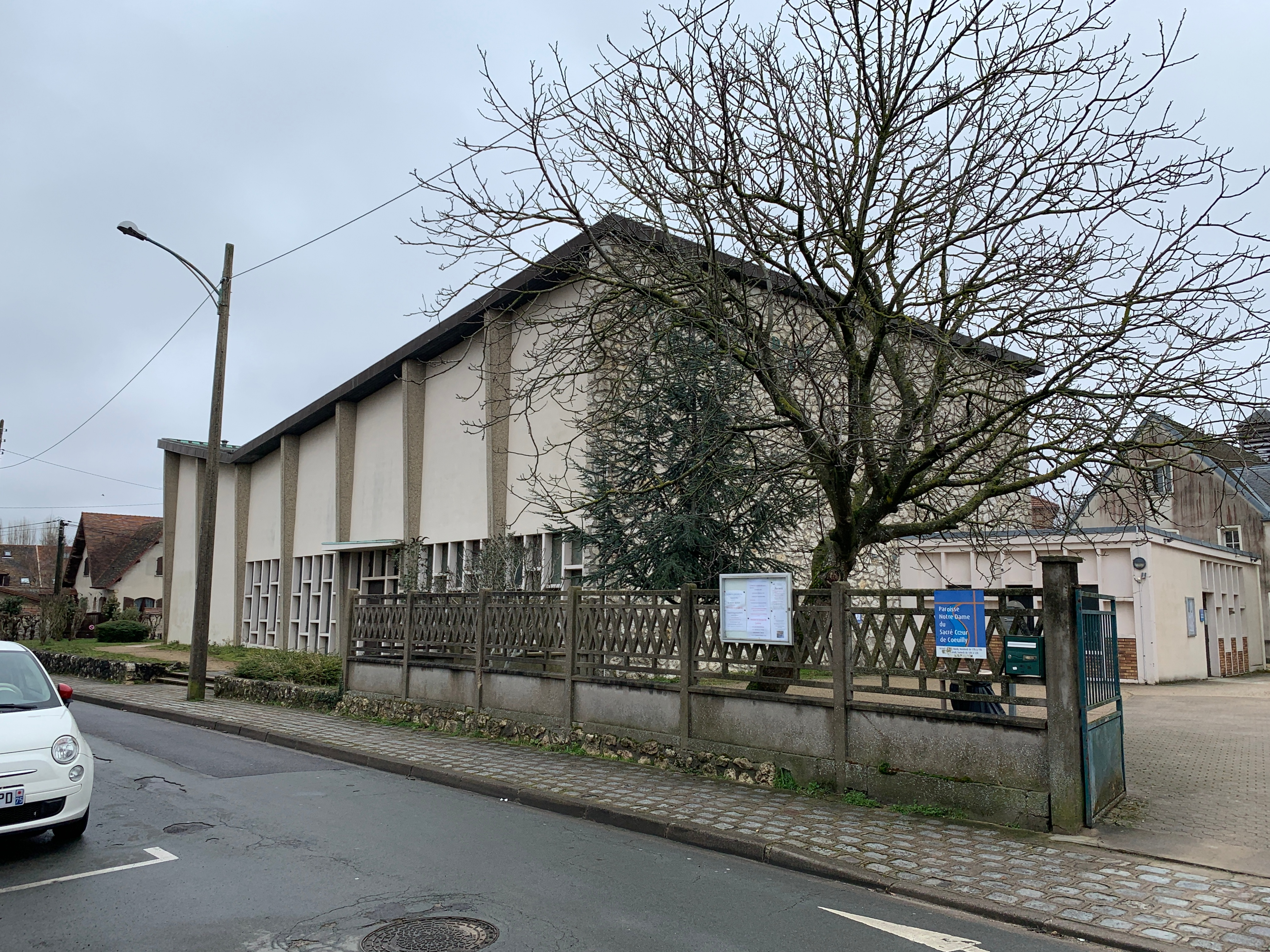
科伊圣心圣母教堂（法语：Église Notre-Dame-du-Sacré-Cœur de Cœuilly）
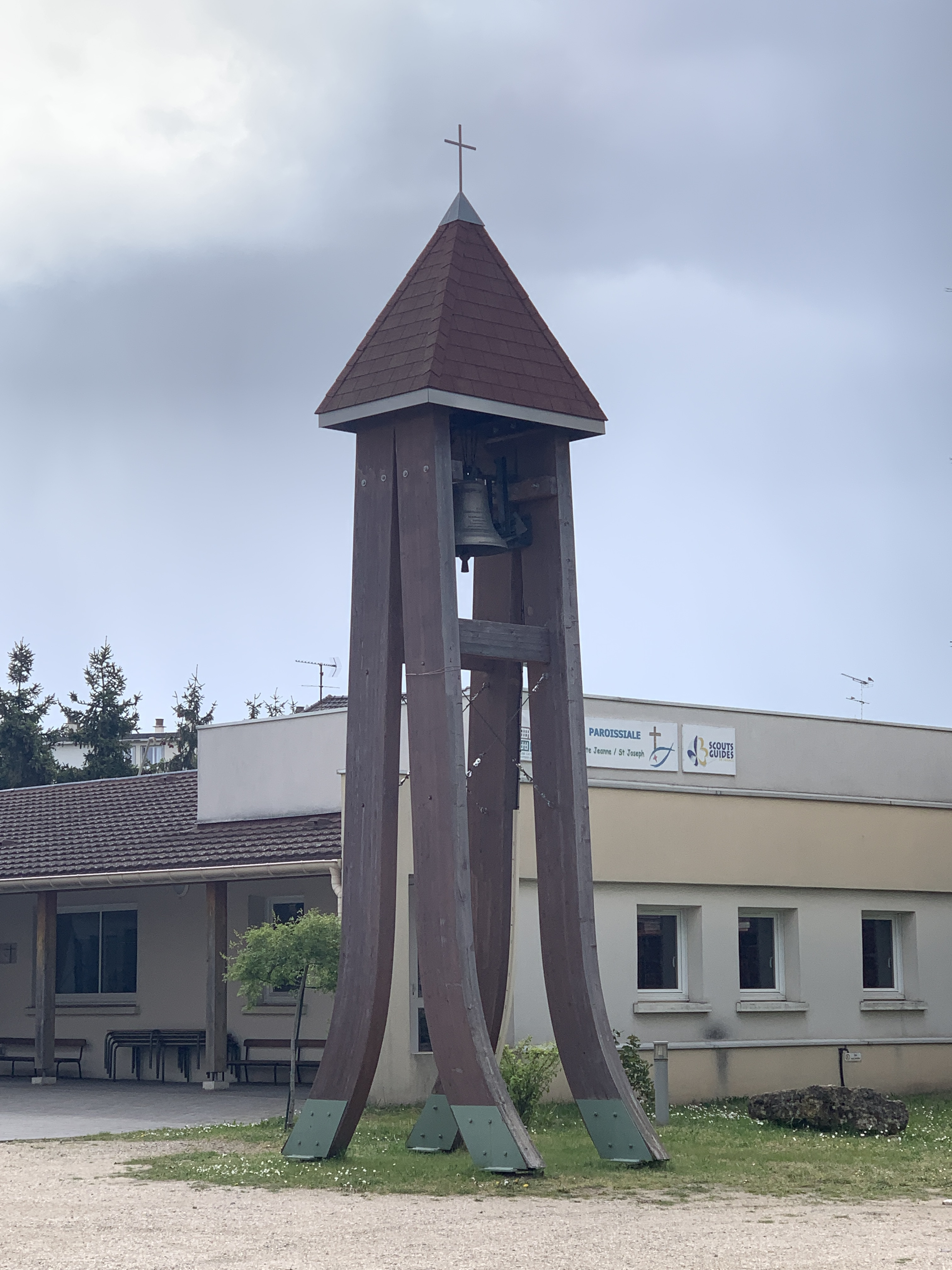
皮朗圣玛丽教堂（法语：Église Sainte-Marie-du-Plant de Champigny-sur-Marne）
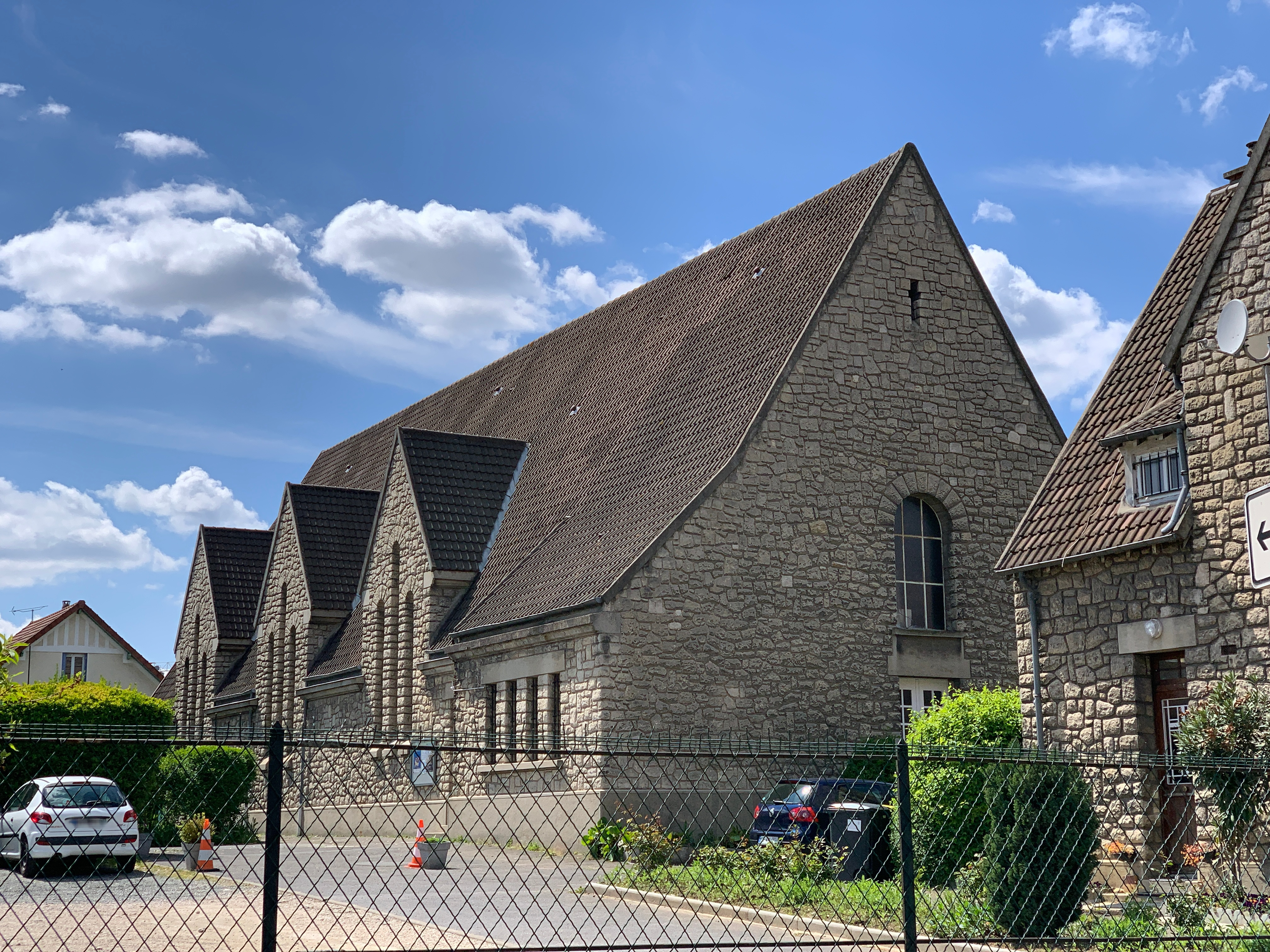
圣贝尔纳代特教堂（法语：Église Saint-Bernadette de Champigny-sur-Marne）
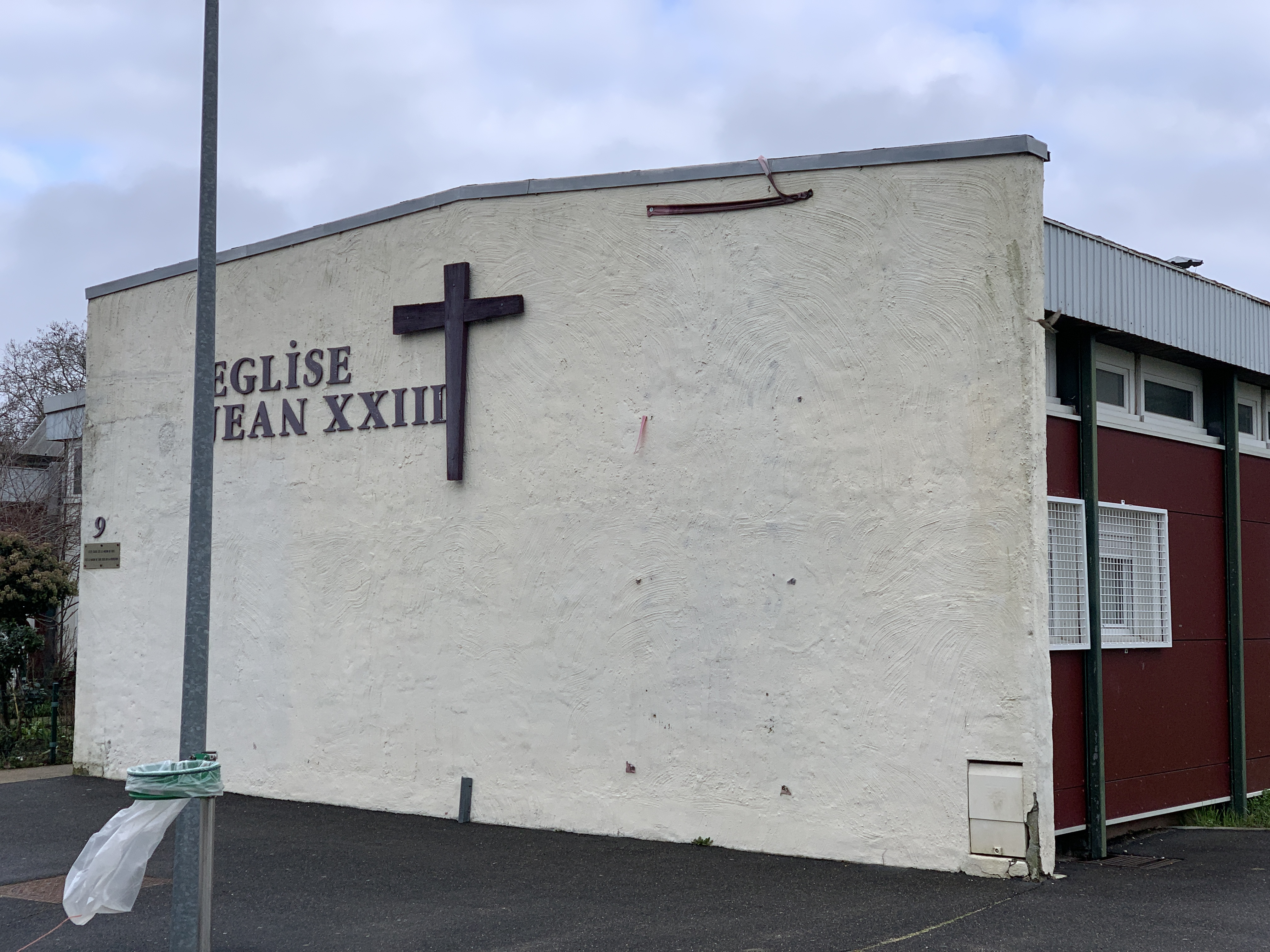
拉贝树林圣若望二十三世教堂（法语：Église Saint-Jean XXIII du Bois-l'Abbé）
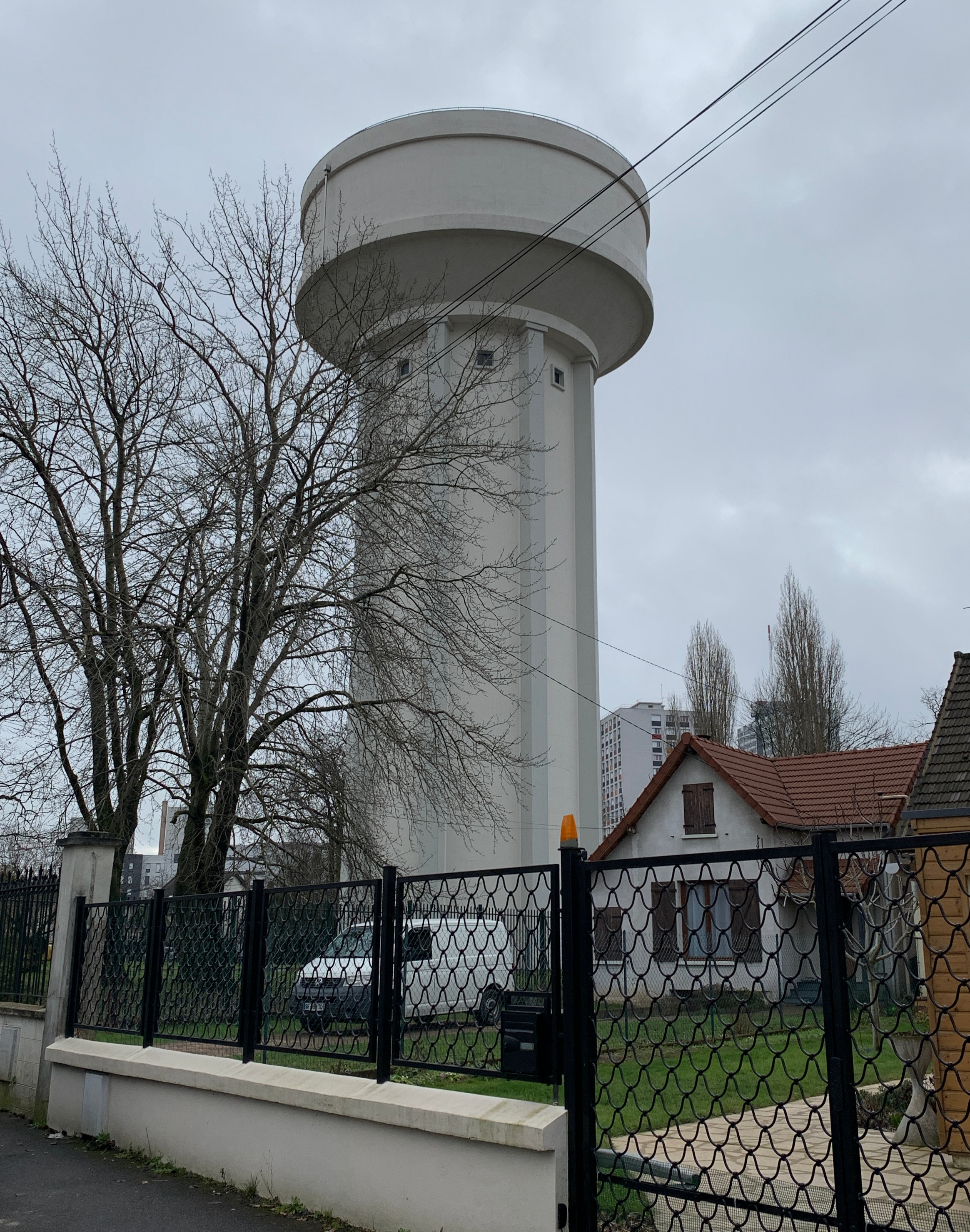
科耶水塔
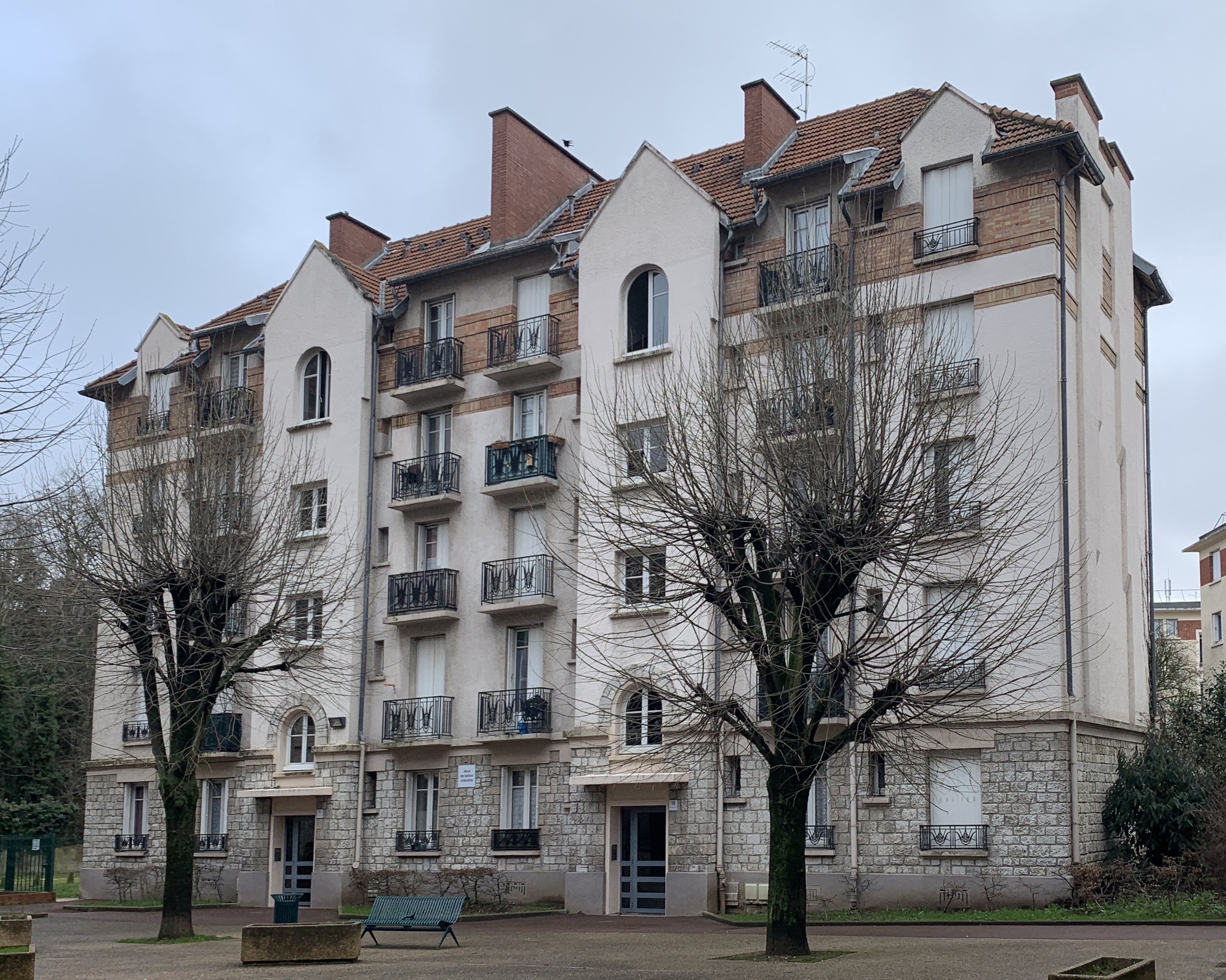
居民公寓

### 旅游
马恩河畔尚皮尼的旅游事务由其所属的巴黎东部马恩河树林公共土地管理局负责。2021年，马恩河畔尚皮尼境内共有1家酒店共计49间房间；另有1个露营地，可容纳共419辆露营车。

### 媒体
法国主要的媒体均可在马恩河畔尚皮尼接收，法国电视三台下属的法兰西岛大区频道在部分时段播出马恩河畔尚皮尼所属的马恩河谷省的地方新闻。

## 相关人物
法国探险家艾蒂安·布吕莱、演员萨米埃尔·邦什特里特、排球运动员、足球运动员贾迈勒·贝勒马迪、杰夫·雷内-阿德莱德和比利·克特克奥丰丰出生于马恩河畔尚皮尼。

## 友好城市
截至2022年1月，马恩河畔尚皮尼共与五座城市互为友好城市关系：
- 德国 柏林附近贝尔瑙
- 義大利 滨海罗西尼亚诺
- 苏格兰 马瑟尔堡
- 尼加拉瓜 哈拉帕
- 葡萄牙 阿尔皮亚萨